# دوري أمريكا الشمالية لكرة القدم (1968–1984)
دوري أمريكا الشمالية لكرة القدم (1968-1984) (بالإنجليزية: North American Soccer League) NASL كان دوري كرة القدم المحترف الرئيسي على مستوى عال في الولايات المتحدة وكندا الذي استمر من 1968 إلى 1984. كان أول دوري لكرة القدم ينجح على المستوى الوطني في الولايات المتحدة.
بلغت شعبية الدوري ذروته في أواخر السبعينات. بلغ متوسط مشجّعي الدوري أكثر من 13000 مشجع لكل مباراة في كل موسم من عام 1977 إلى عام 1983، وبُثّت مباريات الدوري على شبكة التلفزيون من 1975 إلى 1980. كان أبرز فريق في الدوري هو نيويورك كوسموس. خلال منتصف إلى أواخر السبعينات، وقع مع نادي نيويورك كوسموس عدد من أفضل اللاعبين في العالم في ذلك الوقت مثل بيليه وفرانز بيكنباور وكارلوس ألبرتو وبلغ متوسط كوسموس أكثر من 28000 معجب لكل موسم من 1977 إلى 1982 بينما كان لديهم ثلاثة مواسم لمتوسط الحضور يتصدر 40 ألف متفرج في المباراة الواحدة. ومن بين اللاعبين المشهورين دوليًا في الدوري جورجيو تشيناغليا ويوهان كرويف ويوهان نيسكينز وجيرد مولر وجورج بست ورودني مارش.
بالإضافة إلى ذلك، أقر الدوري كرة القدم الداخلية في أشكال البطولة المختلفة في 1971 و1975 و1976 و1978 و1979 و1983، وبتنسيق موسمي في 1979-80 و1980-81 و1981-82 و1983-84.

## التاريخ

### التأسيس
أدى جمهور التلفزيون الأمريكي الشمالي الكبير والمثير للدهشة لما يزيد عن مليون شخص في كأس العالم 1966 والفيلم الوثائقي الناتج، هدف!، المستثمرين الرياضيين الأمريكيين إلى الاعتقاد بوجود سوق غير مستغلة للرياضة في الولايات المتحدة وكندا. في عام 1967، بدأ دوريان محترفان في كرة القدم في الولايات المتحدة: اتحاد كرة القدم المتحدة المعتمد من الفيفا، والذي تألف من فرق أوروبية وأمريكية جنوبية تم إحضارها إلى الولايات المتحدة وفرق محلية، والدوري الوطني للمحترفين لكرة القدم. في حين أن الولايات المتحدة كانت تتمتع بموافقة الفيفا، فإن الفرق الأجنبية التي تم تغيير علامتها التجارية الأمريكية لموسم صيف 1967 اعتبرت الدوري أكثر من مجرد تدريب خارج موسمها، ومعظم هذه الفرق لم تُشارك بأفضل لاعبيها. كان لدى دوري أمريكا الشمالية عقد تلفزيون وطني لمدة عامين في الولايات المتحدة مع شبكة تلفزيون سي بي إس. تم توجيه المسؤولين إلى التصفير للأخطاء وتأخير اللعب للسماح لشبكة التلفزيونية بإدخال الإعلانات التجارية. كانت تقييمات المباريات غير مقبولة، وسرعان ما تم إنهاء الترتيب مع القناة. أرجع بيل ماكفيل، رئيس القناة الرياضية افتقار الدوري للنداء التلفزيوني إلى الملاعب الخالية مع عدد قليل من المشجعين، وإلى اللاعبين الأجانب غير المميزين الذين لم يكونوا مألوفين لمشجعي كرة القدم الأمريكية.
تم دمج الدوريين في 7 ديسمبر 1967 لتشكيل رابطة أمريكا الشمالية لكرة القدم. بدأ موسم 1968 مع 17 فريقًا من 22 فريقًا شاركوا خلال موسم 1967، وقاموا بطي خمسة فرق زائدة في المدن التي تعمل فيها كل من الولايات المتحدة الأمريكية والدوري. اعتمدت الفرق في الغالب على المواهب الأجنبية، بما في ذلك البرازيلي فافا، أحد الهدافين البارزين في كأس العالم 1958 و1962. تضمنت المباريات الودية الدولية انتصارات ضد بيليه سانتوس وضد بطل مانشستر سيتي.
على الرغم من أن الدوري حقق بعض النجاحات، إلا أن الدوري واجه مشاكل كبيرة في قبوله في المجتمع الرياضي الأمريكي. تضمنت الفرق السبعة عشر 30 لاعبًا من أمريكا الشمالية فقط. أدت نفقات الرواتب المرتفعة للاعبين الأجانب واستئجار الملاعب الكبيرة، إلى جانب انخفاض الحضور، إلى خسارة كل فريق للمال في عام 1968، وسحب المستثمرون بسرعة المكونات بعد انتهاء التزامهم العام. في نهاية العام، سحبت القناة عقدها التلفزيوني، وانسحبت جميع الفرق باستثناء خمسة. نقل الدوري مكاتبه إلى الطابق السفلي من ملعب مقاطعة أتلانتا فولتون، وفي نهاية الموسم بستة عشر لعبة، أعلن الدوري تادي كانساس سيتي بطلًا للدوري.

## روابط خارجية
- محفوظات تاريخ كرة القدم الأمريكية
- أرقام الحضور NASL على Kenn.com
- NASL: إنها على قيد الحياة ولكن في طابور الموت - لقد أنقذ سقف الرواتب دوري كرة القدم من الانهيار التام ، لكن مستقبله يبدو ممنوعًا بالفعل بواسطة Clive Gammon Sports Illustrated في 7 مايو 1984[وصلة مكسورة]
- صفحة NASL المؤرشفة
- نتائج كاملة من 1968-1984